# L’Autre Bord River
Der L’Autre Bord River ist ein kurzer Fluss an der Nordspitze von Dominica. Er entspringt südwestlich von Pennville und fließt nach Osten, vorbei an Penville und nördlich von L’Autre Bord (Lower Pennville) im Parish Saint Andrew und mündet nach steilem Abstieg ins Karibische Meer. Der Fluss ist nur ca. 1,3 km lang. Nördlich schließt sich das Einzugsgebiet des Demitrie River an sowie des kurzen Carib Rivers und südlich das Einzugsgebiet des Celestin Brenner Rivers.